# Max Brüel
Max Brüel (* 14. Juli 1927 in Hillerød, Dänemark; † 31. März 1995 in Ponches, Algarve, Portugal) war ein dänischer Jazzmusiker (Piano, Alt-, Tenor- und Baritonsaxophon), Architekt und Maler.

## Leben
Brüel, der aus einem kunstsinnigen Elternhaus stammt, lernte als Kind Klavier. Schon früh besuchte er gemeinsam mit seinem Freund William Schiøpffe Jazzkonzerte, etwa von Leo Mathisen. Er wechselte dann zum Altsaxophon. Bereits ab Ende der 1940er Jahre war er ein fester Bestandteil der Kopenhagener Jazzszene und gehörte zu den Pionieren und führenden Solisten des dänischen Nachkriegs-Jazz. Mit dem Bassisten Erik Moseholm (1930–2012), dem Trompeter Jørgen Ryg (1927–1981) und dem Pianisten Atli Bjørn (1933–1993) repräsentierte er den Bebop im dänischen Jazz. Er wurde 1949 als Jazzmusiker bekannt, zunächst als Altsaxophonist, danach 1951 als Bariton- und ab 1957 als Tenorsaxophonist. 1954 trat er auf dem Pariser Jazzfestival auf, 1957 auf dem Jazzfestival in Dortmund, wo eine EP mit Attila Zoller und Gary Peacock für Metronome Records entstand. Er gehörte zu einer Nachkriegs-Generation von Musikern, die Modern Jazz spielen wollten, auch wenn es auf Amateurbasis sein musste. Einige Aufnahmen sind erhalten, unter anderem mit Finn Savery und Erik Moseholm. Ende der 1960er Jahre war er als Musiker noch an Aufnahmen von John Tchicai (Cadentia Nova Danica, Afrodisiaca) beteiligt.
Nach seiner Ausbildung an der Akademie der bildenden Künste war Brüel als Architekt tätig. 1956 gründete er zusammen mit Gehrdt Bornebusch, Henning Larsen und Jørgen Selchau ein Architekturbüro, das vor allem öffentliche Nutzbauten entwarf, u. a. das bis heute höchste Gebäude Dänemarks, das Kreiskrankenhaus in Herlev. Zwischen 1970 und 1983 arbeitete er mit dem Architekten Jørgen Groth. Dann zog er nach Portugal, wo er als Maler tätig war.
Von 1951 bis 1962 war er mit der Schauspielerin und Sängerin Birgit Brüel verheiratet, mit der er 1952 geborene Zwillingstöchter hatte.

## Diskografie (Auswahl)
- Max Brüel – Recordings 1950-1957 (Music Mekka)